# Saint-Apollinaire (Quebec)
Saint-Apollinaire é um município canadense da Municipalidade Regional do Condado Lotbinière, Quebec, localizado na região administrativa de Chaudière-Appalaches. É denominado em honra de Apollinaire de Ravenne, o bispo mártir do século II e discípulo de São Pedro.
O município de Saint-Apollinaire está localizada no litoral sul do Rio São Lourenço cerca de 20 quilômetros da ponte perto de Quebec.Tendo 5 000 residentes permanentes e um território de 96 quilômetros quadrados. O município é atravessado pela rodovia Jean Lesage (20) de leste a oeste e pela Rota 273, de norte a sul.
Em 2007, a cidade comemorou seu 150o aniversário.

## História
A filha do Barão de Tilly, Angélique le Gardeur, casa-se com Aubert de Gaspé, senhor de Port-Joly. Viúva, ela concebe, em 1738, um novo território que nomeia como senhorio de Gaspé. Território esse ao sul de Tilly. É da senhoria de Gaspé que se origina Saint-Apollinaire.
A conquista inglesa modifica a econômia, e em 1798 o filho de Angélique, Ignace, vende a senhoria de Gaspé a Sir William Brown, um comerciante de Nova York, este por sua vez a revende, em 1802 a Henry Caldwell, proprietário da senhoria de Lauzon.
Em 1806, uma estrada entre Saint-Nicolas (agora fundida com a cidade de Lévis) e o que passará a ser a paróquia de Saint-Gilles, vai disponibilizar acesso à senhoria de Gaspé e, assim, promover o seu desenvolvimento.
Em 1829, o filho de Henry Caldwell, John, vende a senhoria de Gaspé a Moses Hart de Trois-Rivières. O filho deste último será o último proprietário da senhoria até a abolição do senhorio, realizada em 1854, ano em que St-Apollinaire tornar-se oficialmente uma paróquia.
St-Apollinaire recebeu o seu primeiro estabelecimento canônico em 23 de novembro de 1853 depois de ter o direito de construir uma igreja é que ela se tornar uma paróquia. A construção começou no verão de 1855 e  concluíu-se no Verão 1858, tendo a bênção oficial ocorrido no dia 20 de setembro. O primeiro padre foi Thomas Aubert de Gaspe, descendente de Angélique le Gardeur de Gaspé. 
Até o final do século XIX, o desenvolvimento e evolução de Saint-Apollinaire progridem, e isso não muda com os anos. Os edifícios são numerosos e a agricultura está florescente. De 1897 a 1901, a construção da primeira escola, a chegada da ferrovia, instalando a primeira linha telegráfica são apenas os primeiros sinais de aceleração do desenvolvimento do município. A chegada do telefone em 1905 continua esta progressão.
Em 1919 a vila e a freguesia de separam, a vila com o nome de Francoeur, tem seu conselho municipal, e a freguesia o seu. A fusão dos dois conselhos ocorre em 6 de fevereiro de 1974.

## População
St-Apollinaire tem visto um aumento constante na sua população, desde a sua fundação, em 1857, quando pouco mais de 600 pessoas tinham tomado-a residência.
Em 1871, viviam ali 1634 paroquianos. O número continuou a crescer. A construção do transporte ferroviário em 1897 alterou significativamente o aparecimento desta pequena aldeia e St-Apollinaire irá tornar-se um local de passagem de passageiros e carga.
Na década de 1960, o desenvolvimento da Trans-Canada Highway (Rodovia Jean Lesage (20)) será decisivo para o futuro de St-Apollinaire promovendo ainda mais o seu desenvolvimento. As empresas foram construídas, atraindo trabalhadores diariamente para St-Apollinaire onde constituem as suas famílias. Assim, em 1977, 2560 pessoas residiam no município, que continua crescendo.
Em 1990, 3500 moradores foram contados chegando a 4002 em 2003.

## Personalidades
- Lucyenne Moreau-Gingras, Pintor
- Marie-Lise Gingras, Autor
- Philippe Boucher, jogador de hóquei (NHL)
- Louis-José Houde, humorista